# 綾見ひかる
綾見 ひかる（あやみ ひかる、1990年11月2日）は、日本のAV女優。愛称は【あやる〜】。神奈川県出身。
バンビプロモーション所属。

## 略歴
- 2011年8月8日付けで公式ブログを開設。翌9日にTwitter自身アカウントからの情報発信を開始。
- 2011年9月リリース作品でAV女優デビュー当時の生年月日は1991年1月7日生まれ。
- 2013年4月公開の映画『Sweet Sickness』に出演。[2][3]

## 人物･活動
【趣味・特技】

趣味はカラオケ、ファッション。 特技はダンス（アイドル系）、陸上。

## 出演作品

### アダルトビデオ
- 逆レイプ! 女首絞め師 8（9月23日、SUPER SONIC SATELLITES）他出演:美月
- マスク狩り女子プロレス Volume.1（10月7日、SUPER SONIC SATELLITES）他出演:七瀬ゆい、クイーンプラチナム、トリックタイガー
- 「私の部屋に隠しカメラが！？恥ずかしい…。」専門調査員が被害者女性の部屋で調査をしていると…（11月1日、REAL DOCUMENT｜プレステージ）他出演:月澤あずさ、石川里菜
- SOD女子社員 第22回空前絶後の（恥）王様ゲーム＋童貞くんALL筆下ろしSP（11月5日、SODクリエイト）他出演:青木琴音、二宮さなえ（「小谷友里恵」役）、瞳りん、ひかる。※綾見ひかるは「営業部 綾瀬ひかり」という設定での出演。
- 素人生ハメ! ママ友ナンパ3 幼妻愛好会 無垢で優しさあふれるママさんと3Pお遊戯（11月10日、人妻｜ホットエンターテイメント）他出演:計5名出演。仕掛人として倉木みお、瞳りんが出演。
- カップルの彼氏・彼女をムリヤリ入れ替え! 強制スワッピングゲーム!! 5（11月13日、はじめ企画）他出演:かんな、じゅん、りん、のぞみ、さやか、椎名みくる(あや)、ありさ。※綾見ひかるは「まゆ」という設定。
- 学校でこっそり欲情している女子を偶然見てしまい（11月19日、無言｜妄想族）他出演:町田みなみ、早乙女らぶ
- すぺるまいれーじ 出席番号1番 綾見ひかる（11月20日、赤・青・黄｜NEXT GROUP）
- 黒タイツを穿いている女子校生の足にすごくムラムラしちゃうんです（12月1日、無言｜妄想族）他出演:新城美稀 他計4名。
- 試し撮り1 浜田麻友（12月1日、SHIBUYA PLUS）※「浜田麻友」名義。
- 人妻パートタイマーに生中出し 弱みにつけこむ男達 【周りにバレない様に】（12月7日、仏陀madam｜桃太郎映像出版）他出演:小倉もも、川合まゆ、小野麻里亜、水野美香
- 手を出してはいけない女の無防備パンチラに勃起した俺 気付いた彼女もこっそりHのスリルを求めてきた（12月7日、SWITCH）他出演:柏木エリカ、有奈めぐみ、このみひかる
- 酔いどれ美女のセンズリ鑑賞（12月16日、OFFICE K'S）他出演:愛内梨花、小嶋ジュンナ、ミク
- 聖☆おま♥こ女学園 VOL.05（12月16日、DIVA's｜虎堂）他出演:桐原あずさ、長谷川しずく、小西友梨、愛内梨花
- 無言侵入 田舎の人妻は無防備すぎて…（12月20日、黙天｜NEXT GROUP）他出演:瀬奈涼 他計5名。
- 「お姉ちゃんだけズルいよ…！！」夜に発情するロリ姉妹（12月20日、ロータス）他出演:松井めぐみ、石川流花、星川なつ
- 知り合いのお医者さんに頼み込んで内科検診させてもらい、ちょいちょいイタズラしてみたらムラムラしちゃった女性患者とエッチができちゃいました! やってみるもんです。（12月20日、HUNTER｜ソフトオンデマンド）他出演:ayami、長谷川みさき、宇佐野瞳、松すみれ、真辺ひろの、仲本紗代　他計16名
- 「コトワレナイ、わたし…。」 早熟だったんで、エッチの意味も解らないうちから、カラダがキモチイイのを覚えてしまいました。（12月25日、オーロラプロジェクト・アネックス）※HIKARU名義。

- 「夫に内緒の借金だから…」 膣中射精されるハメになった美人幼妻（1月13日、アップス｜マックス・エー）
- 2人の あね 姉萌 もえ 優しい姉の温もりに抱かれて。Vol.10（1月15日、ケー・トライブ）他出演:羽田桃子
- 尻コキJK 1（1月20日、OFFICE K'S）他出演:瀬名あゆむ、大槻ひびき、小西友梨、愛内梨花
- 文化系部活少女 演劇部員 ひかる（1月26日、ラマ）
- 橋田貴光のAV女優ガチ撮り個人撮影 13 悪用禁止!! 言葉でイキまくる究極洗脳SEX『野外トランス失神白目アヘ顔ドM美少女』（1月30日 RYMANS | メディア総販ソレイル）
- 素人援交生中出し 126 あや22才（1月31日、プラム）
- 噂のA○B 前田○子激似美少女は催眠と淫語で中出し肉便器になる!（2月1日、ジェントルマン｜妄想族）
- 実録 読者モデル志願 素人強制中出し面接 餌食10人（2月7日、アマチュア｜桃太郎映像出版）他出演:小倉もも、水城奈緒 他計10名。
- 剃毛中に思わず勃起してしまい、恥ずかしさ限界のナースが責任をとって勃起チ○ポに手を伸ばす！！＋日勤夜勤ブッ通しのストレス限界ナースが、入院患者の布団に潜り込みチ○ポに喰らいつく！普段は優しいナースさんの変態SEX 痴態スペシャル2枚組！！（2月9日、HUNTER｜ソフトオンデマンド）他出演:初美沙希、長谷川しずく、羽田桃子、小桜りく 他計11名。※『剃毛中に思わず〜』と『日勤夜勤ブッ通しのストレス限界ナースが』の2枚組作品であり、綾見ひかるは前者に出演。
- 痴漢OK娘 VOL.9（2月9日、NATURAL HIGH）他出演:桃瀬なつき、愛内希、石川里菜、友田彩也香
- パンストお姉さんにいやらしい言葉を言わせてみたい（2月10日、アップス）他出演:相島奈央、有村千佳、柏木エリカ、有栖さくら
- 集団ホームレスに犯される女子校生動画（2月13日、カルマ）他出演:計32名出演。
- 2人の あね 姉萌 もえ　優しい姉の温もりに抱かれて。Vol.11（2月15日、ケー・トライブ）他出演:このは
- 素人娘 初めてのディルドオナニー（2月17日、すきま｜OFFICE K'S）他出演:若菜すず、青空小夏　他計7名
- ハンパないオナニー ビデオBOXオナニー盗撮（2月17日、CAT'S EYE｜映天）他出演:計6名出演。
- 犬の目線はエロすぎる…（2月20日、旬撮堂｜NEXT GROUP）他出演:鮎川千里 他計19名出演。
- 凌辱ホスピタル FILE.01（2月21日、嵐｜MAD）他出演:大城かえで、柏木エリカ
- 接客中に顔を紅潮させながら感じまくるバイト娘 4 〜中華料理店、ゲームセンター、八百屋、メガネ専門店〜（2月23日、NATURAL HIGH）他出演:上条めぐ、篠田ゆう、森ななこ
- クリーニング店の店員さん 今日のお仕事は中出し交尾◆ ひかる（2月24日、サムシング）
- 親子風呂 10（3月8日、BKSP｜アイエナジー）他出演:内田美奈子、黒木唯香、間宮純、石川里菜、吉見奈央、相島奈央　他計8名
- 新人看護師をカーテン越しに痴漢してみました、隣のベッドではチ○ポだけ元気な患者が寝ています、発情した彼女は上に乗っかってお漏らししちゃいました。（3月8日、SWITCH）他出演:朝倉ことみ、大城かえで、宮崎由麻、相沢奈央
- 2段ベッドが揺れるほど感じる妹の喘ぎ声を聞いて発情しだす姉（3月8日、NATURAL HIGH）他出演:愛花沙也、ありさ、篠田ゆう
- 関東キーTV局内 ADに扮した男による アイドルレイプ動画 あの超有名アイドルグループも餌食に?!（3月13日、カルマ）他出演:加藤彩名、町田みなみ、平原心 他計32名
- いもうとLOVEプラス 32（3月15日、ケー・トライブ）
- 超高級ロリソープ 綾見ひかる（3月20日、ピーターズMAX）
- 「これは高確率でヤれる! ラブホテルで働きだした噂の美人従業員は一日中お客のアエギ声を聞きまくり発情汁が止まらない!!」VOL.1（3月22日、DANDY）他出演:中森玲子、澤村レイコ、彩瀬希、大城かえで
- XXX48関係者より流出! 恋愛禁止アイドル!本当に? 催眠術で暴いちゃうぞ! 2 「催眠術で素直にHになっちゃったアイドルたちの実態は?」メンバー24名（3月25日、POST｜レッド）他出演:小林麻里 他計24名
- お洒落なレストランの裏側は愛憎でドロドロ… 働く女の汗と愛液（3月25日、Fプロジェクト｜サイドビー）他出演:柳田やよい
- 拝啓、お兄ちゃん。 綾見ひかる（4月1日、ワンズファクトリー）
- 閑静な住宅街に響くほどの喘ぎ声が聞こえ覗いてみたら…勇気を出してチャイムを押せ!!（4月5日、NATURAL HIGH）他出演:愛内希、南梨央奈
- 団塊GET!! 素人ナンパVol.01（4月7日、昭和ナンパ｜桃太郎映像出版）他出演:大城かえで 他計10名。
- 舐められ倶楽部 〜チュウめいとルーム（4月13日、AROMA-G18｜アロマ企画）他出演:辺見麻衣、市松さゆり
- お兄ちゃんを手を使わないでお口だけでイカせてあげる♪よだれまみれ美少女濃厚ノ〜ハンドフェラ!!（4月19日、エンペラー｜妄想族）他出演:南あおい、芹奈ゆき、杉原あゆ、おかだ梨花、あざみねね、北川瞳、琥珀うた、加藤なつみ、大槻ひびき
- 手錠の鍵はマ○コの中 貴方が下半身丸出しの女子校生に「鍵を取って下さい」と 助けを求められたら犯さずにいれますか?（4月21日、NATURAL HIGH）他出演:前田陽菜、桃音まみる
- MIXプロレス＆SEXファイト 5（4月27日、盛岡映像企画）
- セーラー服を脱いだパイパンハイジニーナ娘 武井由佳／セーラー服を脱げない濡れマン女子校生 浜田麻友（5月1日、SHIBUYA PLUS）他出演:武井由佳 ※綾見ひかるは「浜田麻友」名義での出演。
- 幼馴染が無邪気に仕掛ける［電気あんま］でフル勃起！（5月24日、HUNTER｜ソフトオンデマンド）他出演:稲川なつめ、河西ちなみ　他計6名
- 私の初めてはお父さんの手。一度寝るとなかなか起きない父親。そのゴツゴツした指を使ったオナニーが癖になってしまった私は、今日も父親が寝ているのをいいことに父指オナニー。（5月24日、HUNTER｜ソフトオンデマンド）他出演:間宮純 他計5名
- 真正中出し! 綾見ひかる（5月31日、MOB｜モブスターズ）
- ズボズボメッタ挿し!バイブオナニー!!（6月15日、ワンズファクトリー）他出演:さとう遥希、絵色千佳 、AIKA、木下若菜、北条麻妃、今村美穂、椎名ひかる、三上香里菜、百花エミリ
- メチャかわ娘限定! たっぷり射精できる貴方だけを見つめて淫語ローション責めを繰り返す濃厚フェラチオ!! 絶対一緒に発射して下さい。（6月19日、エンペラー｜妄想族）他出演:琥珀うた、河瀬リナ、大城かえで、北川瞳、荒木ありさ、小滝みぃな、小林麻里
- 私のオナニーお兄ちゃんにだけ見せてあげる♪ 本当にスケベで可愛い妹がお兄ちゃんだけを見つめてオマ○コ見せつけ潮吹きオナニー!!（7月19日、エンペラー｜妄想族）他出演:つくし、愛音麻友、南あおい、芹奈ゆき、北川瞳、琥珀うた、加藤なつみ、大槻ひびき、浜崎りお
- エッチ大好きJK達の世界一濃厚でいやらしい接吻とSEX（7月25日、Fプロジェクト｜サイドビー）他出演:羽月希、鈴木ありす、川島まいな
- 有名ロリ痴女優が嫌がるニューハーフをガチでハメる! ハメ倒す!! 2（9月19日、極ロリCLUB｜妄想族）他出演:宮嶋唯、つくし、愛音麻友、大城かえで、彩瀬まい、湯本千夏、佐藤ひろみ、白鳥るり
- ハイドロ競泳水着ボディスーツレズ2（9月21日、アスリート）他出演:ななみまな
- 「モテない私の愛車を勝手にラブホテル代わりに使っているイケメンな男子高生の弟のことが超ムカつくけど黙っている理由は睡眠薬で寝かせている間にカワイイ女子高生の彼女をこっそり横取りしてヤれるから」 VOL.1（10月18日、DandyISM｜DANDY）他出演:上原亜衣、南梨央奈、芹沢つむぎ、前田陽菜 他1名。計6名。
- 痴漢拷問 2（11月8日、サディスティックヴィレッジ）他出演:佐由美、奈緒子、由紀。※綾見ひかるは「由香里」という設定で出演。
- 娘が壁穴から飛び出た父親チ○ポを知らずに手コキ、フェラ、生ハメ！ラッキーホールで近親相姦（12月6日、ROCKET）他出演:時田あいみ、わかな、愛代さやか、茉莉もも、西川紗希
- 箱根温泉で見つけたお嬢さん タオル一枚男湯入ってみませんか?（12月6日、SODクリエイト）他出演:森川ななせ(ななみ)、さおり、まな、ひとみ、ゆきえ。※綾見ひかるは「ゆう」という役名で出演。
- お受験間近の一見マジメっ娘は実はエロ妄想で頭が一杯、勃起チ○ポを見せたら簡単にヤレた（12月20日、SWITCH）他出演:神山詩歩　他計4名
- 女子大生、強姦事件簿（12月21日、嵐｜MAD）他出演:茉莉もも、桜庭みさと

- ナチュラルハイ新作痴漢作品集 新春中出しスペシャル 「成人式痴漢」×「催眠術痴漢」×「電話ボックス痴漢」×「美術館痴漢」（1月10日、NATURAL HIGH）他出演:上原亜衣、芹沢つむぎ、竹内紗里奈 ※4作品が収録されている。綾見ひかるはその内の「成人式痴漢」に出演していると思われる。
- クラスメイトのお姉ちゃんは超美人! ある日、その友人の家に遊びに行くと、超美人のお姉ちゃんがリビングのソファで泥酔してパンツ丸出しで爆睡中! コッソリお姉ちゃんの恥ずかしい写真を激写!（1月10日、アパッチ｜ソフトオンデマンド）他出演:百合野もも（Sumire名義）他計4名。
- 彼女いない歴35年の僕でも派遣の家庭教師を雇えば、女の子と自宅で二人きりになれた！でも、いくらエロ本を見せつけても、勃起チ○ポを見せつけてもエッチな気分にならない真面目な家庭教師の先生には、しびれ薬を飲ませ自由を奪ってヤッちゃいました！（※意識は多少あります。）（1月10日、アパッチ｜ソフトオンデマンド）他出演:篠田ゆう、榊なち 他計6名。
- Mixed ProWrestling 綾見ひかる選手に挑戦!!（1月25日、SUPER SONIC SATELLITES）
- ダイナミック女子プロレスリング Vol.03（1月25日、SUPER SONIC SATELLITES）他出演:藍花
- 「間違えたフリして女性専用車両に乗り込んで生でヤられた」VOL.1（2月7日、DANDY）他出演:遥めぐみ、鮎川千里、篠田彩音
- お前ら! 逆ナンして速攻チ○ポしゃぶってきやがれ〜!!（2月20日、バイキング｜STAR PARADISE）他出演:若菜すず、星川なつ、田中志乃、柏木麻友　他計8名
- クラスの男子には秘密の放課後。公園の［登り棒］でブルマ越しのクリトリスをグイグイ擦りつけてイケナイ快感を密かに感じている敏感うぶ学生は、『もっと気持ち良くなれる方法』を実は知りたがっている！＋うぶ厳選集（2月21日、HUNTER｜ソフトオンデマンド）他出演:『クラスの男子には…』綾見ひかる 他計5名。『うぶ厳選集』総集編。初芽里奈、姫乃杏樹 他計15名。
- 寝込み悪戯妄想 絶対起きない女の子とふたりっきりの世界（6月7日、RAMPO｜AFRO-FILM）他出演:計4名。
- 女子校生失禁トイレオナニー盗撮 No4（6月21日、RAMPO｜AFRO-FILM）他出演:ほか数名出演。
- 感じすぎる女の子たちのブルマの染み（7月5日、RAMPO｜AFRO-FILM）他出演:愛代さやか、大桃りさ、朝日奈みくる
- 100％カレシ目線の恋人おっぱい 2（7月19日、RAMPO｜AFRO-FILM）他出演:愛代さやか、大桃りさ 他数名出演
- おまんこムキ出し JKオナニー 2（7月19日、RAMPO｜AFRO-FILM）他出演:愛代さやか 他2名出演
- 射精てもしゃぶり続けるフェラ好き娘 VOL.6（7月19日、綺面組｜AFRO-FILM）他出演:計6名出演。
- 街で見つけた可愛い娘達に下着を売ってもらいダメ元で頼み込んだらオナニーから放尿まで見せてもらえました （8月9日、RAMPO｜AFRO-FILM）他出演:愛代さやか、大桃りさ 他1名
- 制服美少女の放課後即ハメ日記（8月25日、kawaii）他出演:平原心、月本衣織、愛内希、河西ちなみ、木村つな、宇佐美なな、美保ゆうき、松下ひかり、南梨央奈、春日野結衣、叶咲ゆめ　※動画配信サイト『High SCENE 純情女学園さくら組』より配信されている各女優の動画を編集、収録したものと思われる。

### イメージビデオ
- AVじゃない！制服美少女崩壊絶叫映像 浜田麻友（2月20日、渋書MOVIE｜渋書.com）※「浜田麻友」名義。

### アダルトサイト（ネット配信作品）
- MIXプロレス&SEXファイト5（2011年9月2日、盛岡映像企画）
- Perfect-G まさこ（2011年9月15日〜10月28日、G-Area）※左記期間に8本の動画が配信開始された。
- Himemix No.446　AYANO（2011年9月20日、Himemix）
- High SCENE ひかる（2011年12月29日、 純情女学園さくら組｜High SCENE）
- S-Cute Hikaru #1 朗らか娘とイチャ²H（2012年9月7日、S-Cute）
- S-Cute Hikaru #2 トークdeオナ（2012年10月3日、S-Cute）
- S-Cute Hikaru #3 玩具でイキまくりH（2012年10月5日、S-Cute）
- S-Cute Hikaru #4 無邪気な攻めフェラ（2012年10月24日、S-Cute）
- S-Cute Hikaru #5 フォトde着エロ （2012年12月31日、S-Cute）※画像のみ。
- S-Cute Hikari #5 トークdeオナ （2012年12月31日、S-Cute）
- S-Cute Hikaru #6 お口deコンドーム（2013年1月2日、S-Cute）
- ノーパン美女大集合！生マ●コ見えるかもゲーム大会（2012年12月23日、パラダイステレビ）他出演:星名ゆうり、伊勢ありさ 他計4名。
- メロメロになった女性客と公開SEXも!? 超過激・男性ストリップショーに潜入 2（2013年4月9日、パラダイステレビ）他出演:中居ちはる 他計6名。
- 激白! AV業界暴露ナイト〜企画AV女優のアブナイお仕事篇（2014年6月18日、パラダイステレビ）他出演:加藤ツバキ、加納綾子

### WEB
- デジグラ

## 一般映画作品
| タイトル                | 公開年月日    | 配給         | 監督     | 出演                                                      |
| ----------------------- | ------------- | ------------ | -------- | --------------------------------------------------------- |
| Sweet Sickness          | 2013年4月6日  | アートボード | 西村晋也 | 小林ユウキチ 細江祐子 綾見ひかる 斉藤陽一郎 片宮あやか 他 |
| 二流小説家 シリアリスト | 2013年6月15日 | 東映         | 猪崎宣昭 | 上川隆也 武田真治 片瀬那奈 平山あや 小池里奈 他           |

- Sweet Sickness DVD（アートポート、2013年4月26日）※セル・レンタル共に左記日付のリリース。

## メディア出演
- 2012年1月21日『DMM presents みんなのおもちゃ #5 キャバクラSP』[5]（ニコニコ生放送）【司会】カジ【共演】辺見麻衣、相島奈央、RIA、菜月もな ※1月22日午前深夜帯の配信。
- 2012年1月28日『DMM presents みんなのおもちゃ 前回出演の新人女優がカラダをはって大人のおもちゃ検証SP』[6]（ニコニコ生放送）【司会】カジ・辺見麻衣 【共演】相島奈央、RIA、菜月もな ※1月29日午前深夜帯の配信。

## 印刷媒体
撮り下ろしグラビア・動画
- 『め・き・ら』Vol.61 2011年 12月号 メディアソフト・ブレインハウス
- 『Street SUGAR』（ストリート・シュガー）2012年 04月号 サン出版 ※表紙、グラビア。付属DVDにオリジナル動画収録。
- 『ゲッチュ』No.81 2012年07月号 若生出版 ※グラビア、および付属DVDに動画収録。
- 『J-LUG』(ジェイラグ) 2012年 12月号 三栄書房 ※表紙を飾っている。ラグジュアリー・カー雑誌。

その他